# Eremita
Eremita (latinski: "Pustinjak") četvrti je studijski album norveškog progresivnog metal glazbenika Ihsahna. Album je 18. lipnja 2012. godine objavila diskografska kuća Candlelight Records.

## O albumu
Eremita je prvi Ihsahnov samostalni uradak od završetka konceptualne trilogije njegovih prvih triju samostalnih albuma koju čine The Adversary, angL i After.  Ihsahn je izjavio kako je Eremita nastala kao proizvod namjernog suprotstavljanja Afteru. Opisao je After kao "vrlo opustošen, sumoran krajolik. Ni u jednom tekstu pjesme nisu bili prisutni znakovi života", dok je za atmosferu Eremite izjavio kako je "puno više introvertiranija, paranoičnija i pomalo shizofrena [od Afterove]. Uglavnom se vraćam istim temama, no tekstovi su pisani iz drukčije perspektive".
Osjećaji introvertiranosti, paranoje i shizofrenije albuma prikazani su i na njegovoj naslovnici, kojom se Ihsahnov dugogodišnji interes za Friedricha Nietzschea posvetio Nietzscheovim posljednjim i ludim godinama života. Naslovnica prikazuje izokrenutu sliku Nietzschea koja je nastala u kasnijem dijelu njegova života, kada je bio na rubu ludila. Prema Ihsahnovim riječima, Eremita je "refleksivan album filtriran kroz oči luđaka." Dodatno je objasnio poveznicu između Nietzschea i albuma, izjavljujući kako su "na albumu prisutni eskapizam, paranoja i mnoštvo problema s kojima se valja suočavati te su ove slike Nietzschea nastale vrlo blizu vremena kad ga je zapalo ludilo."

## Gostujući glazbenici
Na Eremiti se pojavio i gostujući glazbenik, Devin Townsend. Ihsahn je prethodno gostovao na Townsendovom albumu Deconstruction. Jens Bogren, glazbeni producent koji je miksao Deconstruction, također je izvršio miksanje i mastering Eremite. U pogledu suradnje s Townsendom, Ihsahn je izjavio:

## Koncept
Eremita na latinskome jeziku znači "pustinjak"; tu je riječ Ihsahn identificirao kao ključan pojam u njegovom intelektualnom i glazbenom razvoju:
Ihsahn je dodatno pojasnio svoju povezanost s mitološkim pustinjacima:

## Popis pjesama
Tekstovi i glazba: Ihsahn. 
| 1.    | »Arrival«                 | 5:40 |
| 2.    | »The Paranoid«            | 4:43 |
| 3.    | »Introspection«           | 5:37 |
| 4.    | »The Eagle and the Snake« | 8:47 |
| 5.    | »Catharsis«               | 4:50 |
| 6.    | »Something Out There«     | 5:09 |
| 7.    | »Grief« (instrumental)    | 2:21 |
| 8.    | »The Grave«               | 8:18 |
| 9.    | »Departure«               | 7:06 |
| 52:31 |                           |      |

| Bonus pjesma s digibook inačice | Bonus pjesma s digibook inačice | Bonus pjesma s digibook inačice | Bonus pjesma s digibook inačice | Bonus pjesma s digibook inačice | Bonus pjesma s digibook inačice | Bonus pjesma s digibook inačice | Bonus pjesma s digibook inačice | Bonus pjesma s digibook inačice | Bonus pjesma s digibook inačice |
| Br.                             | Skladba                         | Trajanje                        |                                 |                                 |                                 |                                 |                                 |                                 |                                 |
| ------------------------------- | ------------------------------- | ------------------------------- | ------------------------------- | ------------------------------- | ------------------------------- | ------------------------------- | ------------------------------- | ------------------------------- | ------------------------------- |
| 10.                             | »Recollection«                  | 5:39                            |                                 |                                 |                                 |                                 |                                 |                                 |                                 |
| 58:10                           |                                 |                                 |                                 |                                 |                                 |                                 |                                 |                                 |                                 |

## Recenzije
Eduardo Rivadavia, glazbeni kritičar sa stranice AllMusic, dodijelio je albumu četiri od pet zvjezdica te je izjavio: "Naziv Ihsahnovog četvrtog post-Emperor samostalnog albuma, Eremita, izveden je iz latinske riječi za "pustinjaka", no ništa ovdje ne upućuje na glazbenog isposnika, u bijegu i odsječenog od svijeta, uzbudljive mogućnosti suradnje, ili nove avenije izražajnosti ponad njegovog čvrsto osnovanog black metal nasljeđa. Ova je širokoumna vizija, naravno, već bila uvelike očita na prethodnim Ihsahnovim albumima, ali ona na Eremiti uvjerljivo cvjeta hrabrije nego ikad prije, čak i u pogledu skladbi prožetima black metalom kao što su "Arrival" (u kojoj vokali variraju od poznatih žestokih kreštanja do operatičnih vibratosa), "The Paranoid" (koja se razvija od pakla blast beatova do gotovo industrijalnih rifova) i "Something Out There" (veličanstvena simfonija koja najviše podsjeća na Emperor od svih drugih pjesama na albumu). Uzmite za primjer "Introspection", koja se razvija uokolo melankoličnog rifa i mrmljajućih vokala koji bi se mogli svidjeti obožavateljima shoegazea iz 1990-ih; ili "Departure", koja koketira s bossom novom usred generaliziranog instrumentalnog ludila; ili divnu gitarističku simfoniju "The Eagle and the Snake", koja predivno prikazuje Ihsahnove vještine orkestriranja instrumenta, dok zarazno naporan saksofon (koji se može čuti na vrlo atmosferičnoj "Catharsis" i drugdje) leti uz ostale instrumente, naizmjenično pjevušeći, proizvodeći ružne zvukove i vodeći pjesmu u zemlju krautrocka. Još jedna produljena meditacija, doom-jazz odiseja "The Grave", također brzo nadilazi svoje metalne okove kako bi posjetila Bowiea i  Ena u njihovom berlinskom laboratoriju iz kasnih sedamdesetih -- još jednom uz pomoć tog zmijolikog saksofona i inspiriranog bubnjanja koje je izveo bubnjar grupe Leprous, Tobias Ørnes Anderson. Kad već govorimo o prethodno spomenutim suradnicima, Andersonov kolega iz grupe, pjevač Einar Solberg, pojavljuje se na "Arrivalu", anđeoska Heidi Tveitan na "Departureu" te Jörgen Munkeby iz grupe Shiniga donosi svo to inspirirano sviranje saksofona -- opet, teško da bi se moglo govoriti o pustinjačkom procesu snimanja. Stoga, osim ako se Eremitin naslov odnosi na umjetnika koji kopa dublje unutar sebe kako bi otkrio prethodno nepoznate ideje i osjećaje, smatrajte ga pogrešnim nazivom, jer ove pjesme umjesto toga prikazuju Ihsahna koji se osjeća dovoljno ugodno u svojoj kameleonskoj koži kako bi dopustio da njegova mnogostranost sjaji i bude prokleta mračna sjena black metala".

## Zasluge
| Ihsahn - Ihsahn – vokali, gitara, klavijature, bas-gitara, produkcija, snimanje Ostalo osoblje - Aaron Smith – snimanje (Loomisove solo gitare) - Hans Olde – naslovnica - Jens Bogren – miksanje, mastering - Ritxi Ostáriz – dizajn | Dodatni glazbenici - Devin Townsend – vokali (na pjesmi 3), snimanje (svojih vokala) - Heidi S. Tveitan – vokali (na pjesmi 9), fotografija - Einar Solberg – vokali (na pjesmi 1) - Jeff Loomis – solo gitara (na pjesmi 4) - Jørgen Munkeby – saksofon - Tobias Ørnes Andersen – bubnjevi |